# یواس‌اس نیترو (ای‌ئی-۲۳)
یواس‌اس نیترو (ای‌ئی-۲۳) (به انگلیسی: USS Nitro (AE-23)) یک کشتی است که طول آن ۵۱۲ فوت (۱۵۶ متر) می‌باشد. این کشتی در سال ۱۹۵۸ ساخته شد.